# Чемпионат мира по боксу среди юношей 2010
Молодёжный чемпионат мира по боксу 2010 года прошёл с 25 апреля по 3 мая в столице Азербайджана городе Баку. По данным Международной ассоциации любительского бокса на соревнованиях должны были участвовать 532 боксёра из 105 стран мира, но в связи с извержением вулкана в Исландии, на соревнования приехало 466 спортсменов. Чемпионат представлял собой также отборочный турнир на I юношеские Олимпийские игры.

## Детали чемпионата

Олимпийский спортивный центр «Серхедчи» — место проведения турнира

- Всего на ринг в Баку вышли 466 боксёров из 96 стран мира.
- Поединки проходили в 11 весовых категориях: до 48 кг, до 51 кг, до 54 кг, до 57 кг, до 60 кг, до 64 кг, до 75 кг, до 81 кг, до 91 кг, свыше 91 кг.
- Формула боя — 3 раунда по 3 минуты с перерывом на одну минуту между раундами.
- Список стран-участниц:[4]
- Боксёры из Армении, несмотря на полученное приглашение, отказались от участия в чемпионате мира[5].

## Интересные факты
- 16 из 105 участвовавших на чемпионате стран — представители африканского континента. В 2007 году, на предыдущем первенстве мира в Мексиканском городе Гвадалахара, на ринг вышли представители всего 60 стран мира, среди которых не было ни одной африканской страны.
- 13 стран опоздали с подачей заявок на 3-4 дня, в связи с чем, им было вынесено предупреждение о том, что при повторении подобного инцидента боксеры этих на участие в чемпионатах мира допускаться не будут[6].